# Kabinett Stubmann
Das Kabinett Stubmann bildete vom 11. November 1918 bis zum 5. Januar 1919 die Landesregierung von Mecklenburg-Strelitz.
Großherzog Friedrich Franz IV. entließ am 10. November 1918 das Staatsministerium Bossart und ernannte am 11. November 1918 das neue Staatsministerium. Eine Geschäftsverteilung wurde nicht veröffentlicht. Die Regierung wurde am 5. Januar 1919 umgebildet.
| Amt                                         | Name           | Partei |
| ------------------------------------------- | -------------- | ------ |
| Vorsitzender des Staatsministeriums         | Peter Stubmann | DDP    |
| Abteilung für öffentliche Sicherheit        | Hans Krüger    | SPD    |
| Abteilung des Innern                        | Otto Piper     | DVP    |
| Abteilung für Unterrichtsangelegenheiten    | Gustav Rühberg | DDP    |
| Abteilung für Wirtschaft und Volksernährung | Paul Schaffer  | SPD    |
| Abteilung für Finanzen und Domänen          | Fritz Weber    | DVP    |